# Limersheim

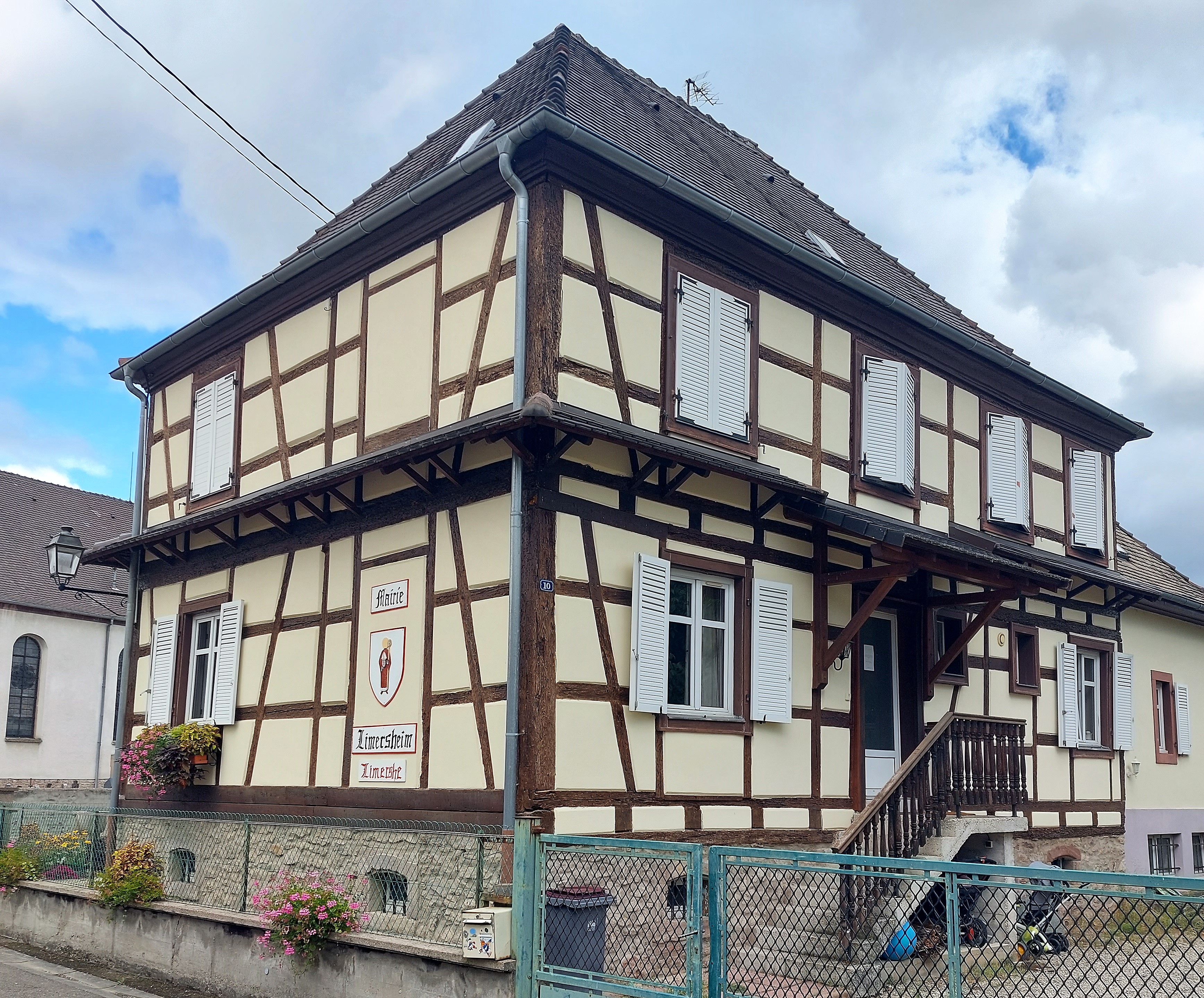
Gemeentehuis

Limersheim is een gemeente in het Franse departement Bas-Rhin (regio Grand Est) en telt 579 inwoners (1999). De plaats maakt deel uit van het arrondissement Sélestat-Erstein.

## Geografie
De oppervlakte van Limersheim bedraagt 5,6 km², de bevolkingsdichtheid is 103,4 inwoners per km².
De onderstaande kaart toont de ligging van Limersheim met de belangrijkste infrastructuur en aangrenzende gemeenten.

## Demografie
Onderstaande figuur toont het verloop van het inwonertal (bron: INSEE-tellingen).